# 阿希姆·拜尔洛尔策
阿希姆·拜尔洛尔策（德語：Achim Beierlorzer，1967年11月20日—）是一位德国前足球运动员及现任足球教练，自2019年11月18日起执教德国足球甲级联赛俱乐部美因茨05。

## 球员生涯
拜尔洛尔策的足球生涯始于TSV诺因基兴，并于1984年转投纽伦堡的青训营。从1986年至1988年，他效力于俱乐部的业余队，最初是参加第三级的巴伐利亚高级联赛，而在球队降级后参加更低一级的巴伐利亚州级联赛。随后，他又在联赛竞争对手雅恩福希海姆效力了一个赛季。1989年，拜耳洛尔策转会至菲尔特，在那里，他最初也是作为二线队的一员，相继参加过州级联赛、高级联赛，以及自1994年起新成立的第三级南部地区联赛。自1990-91赛季开始，拜尔洛尔策曾跟随菲尔特连续三季参加了德国足协杯，但均未能晋级第二圈。1996年，他再转会至施瓦巴赫04，在参加了两季当时已属第五级的州级联赛后，又随队升级并参加了四季的巴伐利亚高级联赛。

## 执教生涯
2002年，拜尔洛尔策在施瓦巴赫04挂靴，并于2002-03赛季成为俱乐部的主教练。从2004年至2010年间，他则是在低级别俱乐部SV小森德尔巴赫（SV Kleinsendelbach）担任球员兼教练。随后，他被老东家格罗伊特菲尔特签入，担当U17梯队的主教练。
2014年，拜尔洛尔策转投刚刚升入德乙联赛的RB莱比锡，于前半季仍然是出任U17梯队的主教练。2015年2月，当一线队主教练亚历山大·措尼格因未能获得新赛季的合同而提前离职后，拜尔洛尔策获得了首次执教职业队的机会：体育总监拉尔夫·朗尼克将其任命为代理主教练，并要求他应在困难的局面下尽可能出色的完成该赛季。俱乐部原本打算直接升入德甲联赛的目标随后被摈弃；在拜尔洛尔策的带领下，球队最终名列第五。在2015-16赛季，他以助理教练身份协助新任主帅、任期仅限一年的朗尼克，并最终升入德甲。当于来季执掌莱比锡一线队后，拜尔洛尔策退出教练组，并自2016年起担任U19梯队主教练兼16岁以上青训营的体育总监。
至2017-18赛季，拜尔洛尔策作为的继任者，担任德乙新军雅恩雷根斯堡主教练。他签署了一份为期两年的合同，该合同于2018年6月延长至2022年6月止。
至2019-20赛季，拜尔洛尔策出任科隆主教练，以接替原代理主教练安德烈·帕夫拉克。他与德甲升班马签订了一份期至期至2021年6月30日届满的合同。

## 家庭
拜尔洛尔策的长兄贝特拉姆（1957年出生）同样出身于诺因基兴和纽伦堡青训营，但不同于阿希姆，其职业生涯主要是在德甲联赛中度过，并曾在拜仁慕尼黑效力了数年。然而在球员生涯末期，他像弟弟一样加盟了低级别俱乐部费斯滕贝格斯格罗伊特。挂靴后，贝特拉姆曾于1995-96赛季执教菲尔特，而当时阿希姆也正在该俱乐部效力。